# Gerber-Las Flores
Gerber-Las Flores es un lugar designado por el censo del condado de Tehama en el estado estadounidense de California. En el año 2000 tenía una población de 1,389 habitantes y una densidad poblacional de 420.9 personas por km².

## Geografía
Gerber-Las Flores se encuentra ubicada en las coordenadas 40°3′35″N 122°9′5″O / 40.05972, -122.15139. Según la Oficina del Censo, la ciudad tiene un área total de 3,3 km² (1,3 mi²), de la cual 3,3 km² (1,3 mi²) es tierra y 0 km² (0 mi²) (0%) es agua.

## Demografía
Según la Oficina del Censo en 2000 los ingresos medios por hogar en la localidad eran de $24,107, y los ingresos medios por familia eran $29,464. Los hombres tenían unos ingresos medios de $27,098 frente a los $17,434 para las mujeres. La renta per cápita para la localidad era de $11,888. Alrededor del 28.7% de la población estaban por debajo del umbral de pobreza.